# Gaspar de Carvajal
Pour les articles homonymes, voir de Carvajal.
Gaspar de Carvajal, né vers 1500 à Trujillo, en Estrémadure et mort en 1584 à Lima, est un missionnaire dominicain espagnol du Nouveau Monde, célèbre pour ses chroniques de l'exploration du bassin amazonien. 

## Biographie
En 1533, le général de son ordre l'envoie à Lima pour y fonder un couvent. En tant que vicaire général, il défend contre le pouvoir civil le droit d'asile du couvent lors d'un épisode survenu en 1538. 
Entre 1540 et 1542, il participe à l'expédition de Gonzalo Pizarro et Orellana et il en fait la chronique. Au cours de cette expédition, une flèche lui fait perdre un œil. 
En 1550, Carvajal est envoyé à Tucuman en qualité de « protecteur des Indiens ». Il devient général de son Ordre au Pérou en 1557. En 1575, il fait parvenir au Roi d'Espagne une pétition afin d'assurer un meilleur traitement aux Indiens employés dans les mines. Il meurt en 1584.

## Chronique:Découverte du fleuve des Amazones
En février 1540, il se joint à l'expédition de Gonzalo Pizarro chargée de découvrir le « pays de la cannelle ». L'expédition connaît de nombreux revers et se scinde de façon dramatique en décembre 1541 quand Pizarro envoie son lieutenant Francisco de Orellana par le fleuve avec mission de trouver des vivres et de revenir avant une douzaine de jours. Orellana s'embarque avec une soixantaine d'hommes, dont Carvajal, et, après neuf jours de navigation, le 1er janvier 1542, arrive à un village amérindien qui lui fait bon accueil. Devant la difficulté de remonter le fleuve pour aller retrouver Pizzaro, Orellana décide de construire un second brigantin et de poursuivre sa descente du fleuve, au risque de se faire accuser de trahison par Pizzaro. Descendant les affluents de l'Amazone afin de trouver « la mer du Nord », il arrive finalement à l'île de Cubagua, au large du Venezuela, vers la mi-septembre 1542.
On doit à Carvajal le récit de la découverte du fleuve Amazone. Dans Descubrimiento del río de Orellana, il décrit les villages amérindiens aperçus le long du fleuve, auxquels Orellana présente les Espagnols comme étant les « fils du soleil » ce qui leur vaut beaucoup de respect. Mais, plus ils avancent à l'intérieur du continent, plus les rives sont peuplées et hostiles. Certains villages en bordure du fleuve alignant des habitations sur une vingtaine de kilomètres. Ils traversent ainsi les royaumes de Machiparo, d'Omagua, de Paguana, tout en devant sans cesse se battre pour s'emparer de la nourriture nécessaire. Ils doivent parfois faire face à des attaques de plus de deux cents canoës chargés de trente à quarante hommes.  

Un des épisodes les plus dramatiques est celui de l'attaque par une tribu guerrière d'amazones, épisode qui a donné son nom au fleuve. Carvajal décrit ainsi les amazones : 

« Ces femmes sont très blanches et grandes, elles ont les cheveux très longs enroulés en tresses sur la tête. Fortement bâties, elles sont nues avec des morceaux de cuir pour couvrir les parties honteuses, et vont leurs arcs et leurs flèches à la main, luttant à la guerre autant que dix hommes. »

Lors de cette bataille, les amazones étaient à la tête des hommes et se tournaient furieusement contre ceux qui auraient voulu fuir. Elles lançaient des flèches avec tant de force que celles-ci s'enfonçaient profondément dans le bois de leurs brigantins, qui finirent par ressembler à des « porcs-épics », selon le chroniqueur. Ayant réussi à abattre sept ou huit de ces amazones, les Espagnols profitèrent de l'effet de débandade ainsi créé pour remonter dans leurs vaisseaux et fuir à toutes rames. Comme le capitaine demandait à l'Indien qui l'accompagnait comment vivaient ces amazones et si elles avaient des enfants, celui-ci lui répondit : 

« [elles partent en guerre contre le pays voisin et font des prisonniers] qu'elles ramènent de force et avec qui elles vivent aussi longtemps qu'elles en ont envie ; une fois qu'elles se trouvent enceintes, elles les renvoient chez eux sans leur faire de mal ; ensuite, quand vient le moment d'accoucher, si elles ont un garçon elles le tuent et l'envoient à son père, si c'est une fille, elles l'élèvent avec beaucoup d'attention et lui enseignent les choses de la guerre. »

Cette chronique a longtemps été considérée comme un tissu de légendes, surtout en raison de cet épisode. Toutefois, depuis les années 1990 des trouvailles archéologiques et diverses études ont confirmé bien des affirmations de Carvajal et notamment le fait que le bassin amazonien comportait d'importantes zones de culture et était densément peuplé, avant que le choc microbien survenu avec le contact des Européens ne fasse disparaître 95 % de la population,.

### Œuvre
- Gaspar de Carvajal, Descubrimiento del río de las Amazonas, Séville, 1894 (lire en ligne).

### Études
- Frei Gaspar de Carvajal ; Guillermo Giucci; São Paulo : Scritta Editorial ; Brasília : Embajada de España, Consejería de Educación, 1992. (OCLC 32821814)
- Jean-Marie Waregne, Francisco de Orellana Découvreur de l'Amazone, L'Harmattan, Paris, 2014  (ISBN 978-2-343-02742-5).
- Thomas Cantaloube, « Enfer vert ou paradis terrestre, la destruction du mythe amazonien », Mediapart, 17 juillet 2017.
- Stéphen Rostain, Amazonie. Les 12 travaux des civilisastions précolombiennes. Belin, Paris, 2017  (ISBN 978-2-7011-9797-5)
- Stéphen Rostain, L'Amazonie, l'archéologie au féminin, Belin, 2020, 350 p.  (ISBN 978-2-410-01610-9)